# Coelogyne anceps
Coelogyne anceps är en orkidéart som beskrevs av Joseph Dalton Hooker.
Coelogyne anceps ingår i släktet Coelogyne och familjen orkidéer. Inga underarter finns listade i Catalogue of Life.